# Ľadonhora (přírodní rezervace)
Přírodní rezervace Ľadonhora je chráněné území ve správě státní ochrany přírody CHKO Kysuce .
Nachází se v Kysucké vrchovině v katastrálním území obcí Dolný Vadičov, Horný Vadičov a Lopušné Pažite v okrese Kysucké Nové Město v Žilinském kraji . Území bylo vyhlášeno v roce 1993 na rozloze 285,74 ha.
Předmětem ochrany je "zachování přirozených vápencových typologicky pestrých lesních společenství v oblasti Kysucké vrchoviny s možností studia ekologické i geografické variability i srovnání s okolním vegetačním krytem na flyšovými podkladu. Severní hranice rozšíření teplomilných elementů ". 